# Specifické poruchy chování a učení
Lehké odchylky mentálního vývoje nabývají velkého sociálního významu, vývojová dyslexie je jednou z nich. Pod tento pojem zahrnujeme relativně drobné odchylky v duševním vývoji dítěte, kam řadíme problematiku lehkého intelektového podprůměru, lehkou mozkovou dysfunkci, psychickou subdeprivaci. 
Nadále existuje problém oligofrenie, je v posledních letech překrýván problematikou lehkého intelektového podprůměru, tj. problematikou dětí, které nepatří do zvláštních škol, ale které také nemohou v normálních základních školách dobře prospívat. 
Společným znakem těchto odchylek je to, že postihují daleko větší počet dětí, než odchylky těžké. 
K tomuto je třeba připočíst děti s inteligencí průměrnou nebo i nadprůměrnou (IQ 90 a více), které z důvodů vnitřních nebo vnějších nemohou podávat ve škole odpovídající výkon, resp. nemohou inteligenci plně využít a vhodně uplatnit. Zcela postačuje průměrně nadanému dítěti snížení výkonnosti o 10 – 15 % a dostává se do pásma ohrožení, se všemi sociálními a psychologickými důsledky.
K tomuto přispívají vnitřní vlivy - nepoznané nebo nedostatečně korigované smyslové vady, zvláště závažná je např. lehká nedoslýchavost, z oblasti neurologie epilepsie či lehká mozková dysfunkce, dále jakékoliv chronicky probíhající onemocnění či organická dysfunkce, způsobující zhoršenou zdravotní kondici dítěte.
Z vnějších vlivů snižujících školní výkon, je to různé formy rodinných rozvratů a rodinných dysfunkcí.
Některé výzkumy ukázaly, že při stejné inteligenci (IQ 80-90 u dívek, u chlapců 90-100 – na nižším stupni základní školy) jsou školním selháním ohrožení významně častěji chlapci než dívky. V tomto pásmu se hromadí případy s nejvyšším skórem maladaptace, tj. neurotickými projevy, s poruchami chování, s nepříznivým hodnocením spolužáky a ovšem i s nižším školním prospěchem.
K tomuto tématu též příbuzné heslo Specifické poruchy učení.

## Významné objevy ve zkoumání mozku
Cesta za poznáním specifických poruch učení je velmi dlouhá, dle G. Oppa (1990) počíná ve starověku u Aristotela (384 – 322 př. n. l.), který si představoval funkci mozku pouze v ochlazování srdce, přes římského lékaře gladiátorů Galéna (201-131 př. n. l.), který ze zkušeností s poraněními mozku svých svěřenců poznal, že mozek je sídlem myšlení a cítění, přes středověk k dvěma výrazným postavám v novověku – Franz-Joseph Gall (1758-1828), rakouský lékař a patolog, který na podkladě své frenologie (nesprávná představa o souvislosti lebečních výstupků s duševními funkcemi a charakterovými vlastnostmi) dal podnět k pokusům o lokalizaci řečových funkcí v určitých místech kůry mozkové. Dále francouzský fyziolog Pierre Flourens (1794 – 1867), který kritikou Gallových východisek a jeho lokalizací připravil půdu k vědeckému zkoumání řečových funkcí mozku. 
Vlastní historie dyslexie, začala objevem určitého místa v čelním laloku levé mozkové hemisféry, která řídí artikulaci, r. 1861 francouzským neurologem P. Brocou.
Druhým rozhodujícím objevem bylo zjištění německého neurologa O. Wernickeho (1874), že v blízkosti Brocových center se nacházejí jiná centra, která jsou přednostně odpovědna za porozumění mluvené řeči a za obsahovou složku našeho mluvního projevu. 
Omezení schopnosti mluvit nebo porozumět řeči následkem krevního výronu, nádoru, nebo jakýmkoliv jiným poškozením v době, kdy byla řeč již vyvinuta, nazýváme afázií.
Dále byly rozpoznány následky poškození mozkových center, která jsou mnohem jemnější a svým způsobem „výběrovější“, netýkají se pouze řeči mluvené, ale i psané. Byla objevena nejen vývojová dyslexie, dále pak i alexie – ztráta schopnosti číst u postiženého člověka, kde bylo před tím čtení nepochybně vyvinuto. A to opět v důsledku určitého lokalizovaného poškození mozku v oblasti blízké Brocovým a Wernickeovým centrům. 
Německý internista A. Kussmaul (1877) jako první ve své monografii užil termínu „slovní slepota“ pro případy, kdy pacient ztratil následkem poškození mozku schopnost číst, a to i při zachované dobré inteligenci, dobrém zraku a někdy i zcela neporušené řeči. Obdobně označil Kussmalu ztrátu schopnosti v oblasti sluchového vnímání jako „slovní hluchotu“. Sám soudí, že se jedná o poruchu, kterou lze odlišit od běžných afázií.
V roce 1896 v Anglii zásluhou tří zdravotnických pracovníků, jejichž osobami byly zastoupeny medicínské obory, které v té době mohly s poruchami čtení přijít do styku, a to Pringla Morgana (1896), praktického lékaře, který první popsal případ čtrnáctiletého chlapce ze své praxe a nazval jeho poruchu „vrozenou oční slepotou“, Jamese Kerraem, úředníka zdravotní služby, který ve svém pojednání o školní hygieně se zmiňuje o školních dětech, které trpí slovní slepotou nebo které při dobrých počtech píší „jako by blábolily“ a Jamese Hinshelwooda, očního chirurga, který v roce 1895 uveřejnil článek o slovní slepotě a inspirovala P. Morgana k publikaci jeho případu. 
Na podkladě materiálu sebraného Hinshelwoodem bylo možno mít za prokázané, že vývojová dyslexie existuje a že není zcela zvláštním ani výjimečným jevem. 
Byl popsán její klinický obraz v hereditárních spojitostech, jednak v poškození mozkové tkáně v časných vývojových stádiích, dokonce byl již podán návrh na terapeutická opatření. 
Nejvýznamnější osobou dyslektického bádání byl Samuel Torrey Orton (1879-1948), který se zabýval výzkumy v oblasti neuroanatomie a neuropsychologie, jeho jméno nese společnost sdružující zájemce o problematiku dyslexií – Ortonova dyslektická společnost v USA.
Naší průkopnickou osobností byl docent chorob nervových a duševních Karlovy univerzity Antonín Heveroch (1869-1927).
V roce 1904 uveřejnil, zřejmě jako první na evropském kontinentě, článek „O jednostranné neschopnosti naučiti se čísti při znamenité řečové paměti“, který vyšel v časopise Česká škola. 
Popisuje a rozebírá případ jedenáctiletého děvčete, na které jej upozornila známá učitelka a které by v naší terminologii mohlo být klasickým případem vývojové dyslexie. 
Profesor Heveroch definuje dyslexii jako jednostrannou poruchu, nápadně a překvapivě se odrážející na pozadí přiměřené inteligence. Její příčinu hledá v rozptýlených drobných anomáliích řečové oblasti levé poloviny kůry mozkové, konkrétně levého gyru angularis. 
V tomto článku také autor adresuje výzvu pedagogům, aby si takových poruch všímali ve své praxi, jelikož jich není tak málo, jak by se ze sporých zpráv v medicínské literatuře mohlo zdát. Do kruhů pedagogických pronikala jen velmi zvolna a s velkými těžkostmi a to nejen u nás, ale všeobecně ve světě. 
Docent Heveroch svým článkem „Dítě neposeda“ v Pedagogických rozhledech roku 1905 se zapsal i do dějin lehkých mozkových dysfunkcí.

## Lehká mozková dysfunkce, specifické poruchy chování a pozornosti
Definice specifických poruch učení amerického Úřadu pro výchovu (1967) postavila lehké mozkové dysfunkce ještě do jedné řady s porušeným vnímáním, dyslexií, vývojovou dysfázií. Zřejmě nesprávně. Nerozlišovala, co je příčinou a co je projevem. Druhá definice již jednoznačně připisuje původ specifických poruch učení dysfunkci centrálního nervového systému. Ve smyslu druhého pojetí (první monografie Otakara Kučery, 1961) jsou tedy všechny specifické poruchy učení lehkými mozkovými dysfunkcemi, přičemž všechny lehké mozkové dysfunkce nemusí být poruchami učení, natož specifickými. 
Pojem LMD je širší a všechny specifické poruchy učení do sebe pojímá. 
Jsou lehké mozkové dysfunkce, které se projeví především nápadností v chování dítěte, ale nedotýkají s nijak významněji jeho školního prospěchu a školní výkonnosti. Neklid, impulzivita, nesoustředěnost, výkyvy v náladách apod., což jsou jedny z nejčastějších příznaků LMD mohou být velmi nápadné vnějšímu pozorovateli a vedou k diagnóze LMD, zvláště pokud neurolog současně nalezne řadu drobných poruch i nápadností ve funkci hybného aparátu nebo ve funkci smyslových orgánů. Avšak při dobrém vedení může takové dítě školsky prospívat docela dobře nebo jen s relativně malými obtížemi. 
Průkopnická studie „Psychologické projevy při lehkých dětských encefalopatiích“, která vyšla v r. 1961, Otakara Kučery, primáře Dětské psychiatrické léčebny v Dolních Počernicích, vycházející z více než desetiletého zkoumání klinického materiálu, přinesla řadu originálních postřehů a poznatků. Pravý důvod LMD v jednotlivém konkrétním případě postiženého dítěte se jen velmi těžko prokazuje. 
Na úrovni patologicko–anatomické jsou drobná mozková poškození nebo vývojové mozkové anomálie stále ještě sotva zachytitelné. Usuzujeme spíše z anamnestických údajů, klinického obrazu vnějších projevů dítěte a ze souhlasného výskytu často jen drobných nápadností a poruch v nálezech neurologických, pediatrických, psychologických a speciálněpedagogických apod. Původní představa - ještě Kučerova - o příčinách lehké poruchy byla koncipována analogicky podle poruch těžkých ve smyslu dětské mozkové obrny a hlubší mentální retardace. U těchto těžkých poruch je spojitost s mozkovým poškozením zřejmá. Soudilo se tedy, že podkladem lehkých encefalopatií jsou obdobná poškození, jenomže lehká rozptýlená, nevýrazná, která řádnou funkci určitého mozkové struktury a pak celého mozku ztěžují a narušují. Poškození mozkové tkáně bylo pojímáno jako rozhodující etiologický činitel. V odborné literatuře zkratka MBD z anglického „minimal brain damage“ - drobná mozková poškození. Dnes pojetí příčin lehkých mozkových dysfunkcí rozšířilo. Zahrnuje činitele genetické, činitele deprivační, emocionální, které vstupují do hry v časné interakci matky s dítětem, v době gravidity, v době kolem porodu, či v časném období novorozeneckém a mohou utvářet (i nesprávně a nevhodně) mozkovou funkci dítěte. Drobné mozkové poškození v dřívějším pojetí přestalo být jediným a stalo se jedním, stále nejvýznamnějším činitelem v souboru možných příčinných činitelů. V sedmdesátých letech bylo zjištěno, že u dětí s LMD dochází k narušení chemických pochodů v kognitivní části mozku, můžeme říci, že tyto děti trpí vývojová poruchovou neurochemický dějů, jejichž úkolem je předávání zpráv mezi buňkami v různých částech mozku, ke kterým dochází vlivem neurotransmiterů a které jsou produkovány přímo mozkovými buňkami. Neurotransmiter spojovaný se vznikem LMD nese název dopamin.
Znamená to, že velká většina mozkových poškození vyvolává mozkové dysfunkce. Pojem LMD se s pojmem mozkového poškození dnes z větší části překrývá. Naproti tomu jsou však mozková poškození, která vyvolávají sice mozkové dysfunkce, ale nikoliv specifické poruchy učení. Jsou mozková poškození např. ve formě dětské mozkové obrny, která mají za následek mozkovou dysfunkci projevující se však třeba jen poruchou učení. Školní výuka dítěte v takovém případě postupuje ovšem ve shodě s jeho inteligencí a podle definice nezakládá důvod k diagnóze specifické poruchy učení. 
Porucha pozornosti

## Seznam použité literatury
- Zdeněk Matějček: Dyslexie – specifické poruchy čtení (H§H, 1995)
- Greg Lang, Chris Berberichová: Každé dítě potřebuje speciální přístup (Portál, 1998)
- J. Čáp, V. Čechová, M. Rozsypalová: Psychologie (H§H, 1998)
- Marek Selikowitz: Dyslexie a jiné poruchy učení (Grada, 2000)
- Alan Train: Specifické poruchy chování a pozornosti (Portál, 1997)
- M. Sheedyová-Kurcinková: Problémové dítě v rodině a ve škole (Portál, 1998)
- Gordon Serfontein: Potíže s učením a chováním (Portál, 1999)
- Linda a Richard Eyrovi: Jak naučit děti hodnotám (Portál, 2000)